# Valaurie
Valaurie (okzitanisch: gleichlautend) ist ein Ort und eine Gemeinde mit 720 Einwohnern (Stand 1. Januar 2022) im Département Drôme in der südfranzösischen Region Auvergne-Rhône-Alpes.

## Lage
Der Ort Valaurie liegt im Rhônetal in der alten Kulturlandschaft des Tricastin etwa 22 Kilometer (Fahrtstrecke) südlich von Montélimar in ca. 150 m Höhe ü. d. M.

## Bevölkerungsentwicklung
| Jahr                       | 1800 | 1851 | 1901 | 1954 | 1999 | 2016 |
| -------------------------- | ---- | ---- | ---- | ---- | ---- | ---- |
| Einwohner                  | 359  | 563  | 448  | 284  | 508  | 593  |
| Quellen: Cassini und INSEE |      |      |      |      |      |      |

Der Bevölkerungsrückgang in der ersten Hälfte des 20. Jahrhunderts ist im Wesentlichen auf den Verlust an Arbeitsplätzen infolge der Mechanisierung der Landwirtschaft zurückzuführen. Der Bevölkerungsanstieg Ende des Jahrhunderts resultiert aus der relativen Nähe zu den Städten im Rhônetal und den auf dem Land deutlich niedrigeren Immobilienpreisen.

## Wirtschaft
Die Einwohner des Ortes lebten jahrhundertelang als Selbstversorger von der Landwirtschaft (Feldbau und Viehzucht). Auch Wein wurde angebaut; der Ort besitzt auch heute noch das Recht zur Vermarktung seiner Weintrauben über die Appellationen Comtés Rhodaniens, Grignan-les-Adhémar, Mediterranée und Drôme;. In kleinerem Umfang finden sich auch Oliven-, Aprikosen-, Kirsch- und Apfelbäume. Seit den letzten Jahrzehnten des 20. Jahrhunderts spielt der Tourismus in Form der Vermietung von Ferienwohnungen (gîtes) eine wichtige Rolle im Wirtschaftsleben des Ortes.

## Geschichte
Kleinfunde lassen auf die Anwesenheit von Jägern und Sammlern in der Jungsteinzeit schließen; aus römischer und gallorömischer Zeit werden die Funde zahlreicher, was sich mit der verkehrstechnisch günstigen Lage an einer der wichtigsten Nord-Süd-Verbindungen der damaligen Zeit erklären lässt. Ein merowingischer Friedhof wurde bei Ausgrabungen im Ort entdeckt. Im 12. Jahrhundert taucht in zwei Dokumenten der Ortsname ‚VALAURIA‘ auf. 
Im Jahr 1158 erwarben die Grafen von Poitiers durch Heirat Grundbesitz in der Region, den sie im 13. Jahrhundert durch Zukauf vergrößerten. Später ging der Besitz an die Bischöfe von Uzès über. In den Jahren 1588/89 zerstörten protestantische Truppen unter François de Bonne, duc de Lesdiguières die Befestigungen des Ortes. Im Zuge der Französischen Revolution verloren Adel und Kirche sämtliche Grundbesitzansprüche.

## Sehenswürdigkeiten

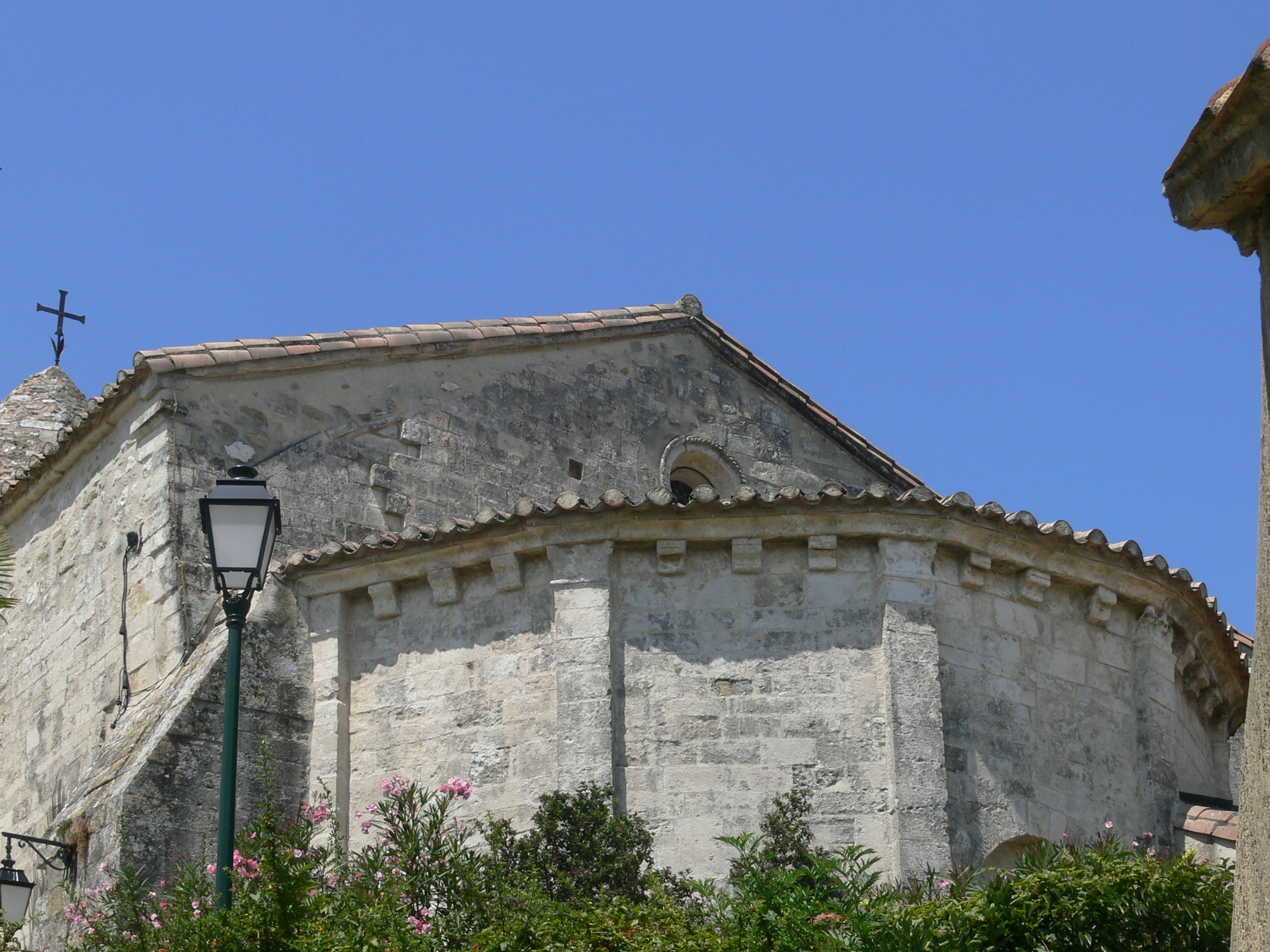
Kirche Saint-Martin, Apsis

### Weitere Sehenswürdigkeiten
- Das Ortsbild wird geprägt von zahlreichen Bauten aus weitgehend unbehauenem Bruchstein.
- Von der ehemaligen Burg (château) und der Ortsbefestigung (remparts) sind nur spärliche Reste erhalten.
- Am Ortsrand steht ein Waschhaus (lavoir) aus dem 19. Jahrhundert.